# شهرستان گیبسون (تنسی)
شهرستان گیبسون، تنسی (به انگلیسی: Gibson County, Tennessee) یک سکونتگاه مسکونی در ایالات متحده آمریکا است که در تنسی واقع شده‌است.

## خصوصیات
شهرستان گیبسون ۱٬۵۶۳ کیلومترمربع مساحت دارد.